# پلاک وسایل نقلیه استان گیلان
کدهای استان گیلان ۴۶، ۵۶، ۷۶ می‌باشد. در خودروهای عمومی، تاکسی‌ها و خودروهای دولتی حرف پلاک همیشه یکسان است. اما در خودروهای شخصی این حرف بستگی به شهری دارد که پلاک خودرو در آن ثبت شده‌است.
- نکته: با توجه به محدودیت و کمبود پلاک، پلاک‌های فک شده همان شهرستان که یک سال بدون استفاده باقی مانده واگذار می‌شود.

## کد ۴۶ - مرکز استان (شهرستان رشت)
| ۴۶ | ۳۴۵ ۱۲ |

| حرف | شهرستان          | وضعیت شماره‌گذاری          |
| --- | ---------------- | ------------------------- |
| الف | دولتی            | سرشماره ۲۶ در حال واگذاری |
| ب   | رشت(۱)           | پایان شماره‌گذاری          |
| ت   | تاکسی            | سرشماره ۵۶ در حال واگذاری |
| ج   | رشت(۲)           | پایان شماره‌گذاری          |
| د   | رشت(۳)           | پایان شماره‌گذاری          |
| ژ   | جانبازان معلولان | سرشماره ۲۱ درحال واگذاری  |
| س   | رشت(۴)           | پایان شماره‌گذاری          |
| ص   | رشت(۵)           | پایان شماره‌گذاری          |
| ط   | رشت(۶)           | پایان شماره‌گذاری          |
| ع   | عمومی (۱)        | سرشماره ۸۸ در حال واگذاری |
| ق   | رشت(۷)           | پایان شماره‌گذاری          |
| ک   | کشاورزی          | سرشماره ۷۳ در حال واگذاری |
| گ   | گذر موقت         | منطقه آزاد انزلی          |
| ل   | رشت(۸)           | پایان شماره‌گذاری          |
| م   | رشت(۹)           | پایان شماره‌گذاری          |
| ن   | رشت(۱۰)          | پایان شماره‌گذاری          |
| و   | رشت(۱۱)          | پایان شماره‌گذاری          |
| ه‍   | رشت(۱۲)          | پایان شماره گذاری         |
| ی   | رشت(۱۳)          | سرشماره ۶۴ در حال واگذاری |

## کد ۵۶ - استان گیلان
| ۵۶ | ۳۴۵ ۱۲ |

| حرف | شهرستان       | وضعیت شماره‌گذاری          |
| --- | ------------- | ------------------------- |
| ب   | بندرانزلی (۱) | پایان شماره‌گذاری          |
| ج   | لاهیجان (۱)   | پایان شماره‌گذاری          |
| د   | آستارا (۱)    | پایان شماره‌گذاری          |
| س   | تالش (۱)      | پایان شماره‌گذاری          |
| ص   | رودسر (۱)     | پایان شماره‌گذاری          |
| ط   | رودبار        | سرشماره ۸۳ در حال واگذاری |
| ق   | صومعه‌سرا (۱)  | پایان شماره‌گذاری          |
| ل   | فومن (۱)      | سرشماره ۸۱ در حال واگذاری |
| م   | لنگرود (۱)    | پایان شماره‌گذاری          |
| ن   | رضوان‌شهر      | سرشماره ۶۴ در حال واگذاری |
| و   | املش          | سرشماره ۳۹ در حال واگذاری |
| ه‍   | ماسال         | سرشماره ۵۲ در حال واگذاری |
| ی   | شفت           | سرشماره ۳۳ در حال واگذاری |

 ۵۶ ل- پلاک‌های فک شده هم در این حرف برای شهرستان فومن  درحال واگذاری است. 
۵۶ د- پلاک‌های فک شده در این حرف برای شهرستان آستارا درحال واگذاری است.
۵۶ ق- پلاک‌های فک شده در این حرف برای شهرستان صومعه‌سرا درحال واگذاری است.

## کد ۷۶ -شهرستانهای استان گیلان
| ۷۶ | ۳۴۵ ۱۲           | وضعیت شماره گذاری         |
| ب  | سیاهکل           | سرشماره ۴۳ در حال واگذاری |
| ج  | آستانه‌اشرفیه (۱) | پایان شماره گذاری         |
| د  | لاهیجان (۲)      | پایان شماره گذاری         |
| س  | بندرانزلی (۲)    | سرشماره ۶۷ درحال واگذاری  |
| ص  | لنگرود (۲)       | سرشماره ۶۷ درحال واگذاری  |
| ط  | تالش (۲)         | سرشماره ۶۵ در حال واگذاری |
| ع  | عمومی (۳)        | ذخیره                     |
| ق  | رودسر (۲)        | سرشماره ۶۳ در حال واگذاری |
| ل  | رودبار (۲)       | ذخیره                     |
| م  | آستانه‌اشرفیه (۲) | سرشماره ۲۲ در حال واگذاری |
| ن  | لاهیجان (۳)      | سرشماره ۱۳ در حال واگذاری |
| و  | آستارا (۲)       | سرشماره ۱۵ در حال واگذاری |
| ه‍  | صومعه‌سرا (۲)     | سرشماره ۱۶ درحال واگذاری  |
| ی  | فومن (۲)         | ذخیره                     |

پلاک موتور: ۵۷۸، ۵۷۹، ۵۸۱، ۵۸۲، ۵۸۳، ۵۸۴، ۵۸۵، ۸۶۷